# Hiéroglyphe égyptien G12
Le faucon couché portant le flagellum, en hiéroglyphes égyptiens, est classifié dans la section G « Oiseaux » de la liste de Gardiner ; il y est noté G12. 

## Représentation
Il représente un faucon pèlerin (Falco peregrinus) couché (dieu Hemen ?) et portant le flagellum nekhekh. 

## Utilisation
| a · x · M | G11 |

| a · x · M | G11 |

| G11 |

| G11 |